# Shūkan Shōnen Sunday
Weekly Shōnen Sunday (週刊少年サンデー Shūkan Shōnen Sandē) és una revista de manga shōnen, publicada al Japó per Shogakukan des del 1959. És setmanal i surt els dimecres. Se n'han venut 1.800 milions de còpies des del 1986, cosa que la converteix en la tercera revista de manga més venuda, només per darrere de la Weekly Shōnen Jump i de la Weekly Shōnen Magazine.

## Història
El primer número de la ''Weekly Shōnen Sunday es va publicar el 17 de març del 1959 amb la intenció de competir amb la Weekly Shōnen Magazine. La primera edició mostrava a la portada el jugador de beisbol estrella dels Yomiuri Giants, Shigeo Nagashima, i un article d'Isoko Hatano, un conegut psicòleg infantil. Tot i el seu nom, la Shōnen Sunday (Sunday és diumenge en anglès) es publicava inicialment cada dimarts, i a partir del 2011 cada dimecres. El nom de "Sunday" va ser cosa del primer editor, Kiichi Toyoda, que volia que el títol fes pensar en un relaxant cap de setmana.
Abans de la dècada dels noranta, cap sèrie publicada a la revista no havia arribat als 40 volums, cosa que va canviar amb títols com Detectiu Conan, Major, Inuyasha, Shijō Saikyō no Deshi: Kenichi i Karakuri Circus, que van arribar a ser molt populars.

## Mangues actius
A principis de l'any 2019 hi havia 30 sèries de manga en publicació, algunes de les quals de periodicitat mensual o en pausa.
| Títol                                                                     | Autor                              | Estrena       |
| ------------------------------------------------------------------------- | ---------------------------------- | ------------- |
| Amano Megumi wa Sukidarake! (天野めぐみはスキだらけ!)                     | Nekoguchi                          | Agost 2015    |
| Aozakura: Bouei Daigakukou Monogatari (あおざくら 防衛大学校物語)         | Hikaru Nikaidou                    | Abril 2016    |
| Arata: The Legend (アラタ カンガタリ〜革神語〜)                           | Yū Watase                          | Octubre 2008  |
| Ariadne in the Blue Sky (蒼穹のアリアドネ)                                | Norihiro Yagi                      | Desembre 2017 |
| Be Blues! - Ao ni Nare (BE BLUES!〜青になれ〜)                            | Motoyuki Tanaka                    | Gener 2011    |
| Birdmen (バードメン)                                                      | Yellow Tanabe                      | Juliol 2013   |
| Chrono Magia: Mugen no Haguruma (クロノマギア ∞の歯車)                    | Homura Kawamoto, Hikaru Muno       | Novembre 2018 |
| Daiku no Hatou (第九の波濤)                                               | Michiteru Kusaba                   | Abril 2017    |
| Detectiu Conan (名探偵コナン)                                             | Gosho Aoyama                       | Gener 1994    |
| Detective Conan: Zero's Tea Time (名探偵コナン ゼロの日常)                | Takahiro Arai, Gosho Aoyama        | Maig 2018     |
| error: {{nihongo}}: Cal text en japonès o romaji (help)                   | Aya Hirakawa                       | Gener 2019    |
| Gin no Saji Silver Spoon (銀の匙 Silver Spoon)                            | Hiromu Arakawa                     | Abril 2011    |
| Gopun Go no Sekai (5分後の世界)                                           | Hiroshi Fukuda                     | Abril 2018    |
| Hatsukoi Zombie (初恋ゾンビ)                                              | Ryou Minenami                      | Octubre 2015  |
| Hoankan Evans no Uso: Dead or Love (保安官エヴァンスの嘘～DEAD OR LOVE～) | Mizuki Kuriyama                    | Abril 2017    |
| Kimi wa 008 (君は008)                                                     | Syun Matsuena                      | Febrer 2018   |
| Komi-san wa, Komyu-shou desu (古見さんは、コミュ症です。)                 | Tomohito Oda                       | Maig 2016     |
| Maiko-san chi no Makanai-san (舞妓さんちのまかないさん)                   | Aiko Koyama                        | Desembre 2016 |
| MAJOR 2nd (メジャーセカンド)                                              | Takuya Mitsuda                     | Març 2015     |
| Maoujou de Oyasumi (魔王城でおやすみ)                                     | Kagiji Kumanomata                  | Maig 2016     |
| Memesis (メメシス)                                                        | Takuya Yagyuu                      | Febrer 2018   |
| error: {{nihongo}}: Cal text en japonès o romaji (help)                   | Kaito Mitsuhashi                   | Octubre 2016  |
| Sōbōtei Kowasubeshi (双亡亭壊すべし)                                      | Kazuhiro Fujita                    | Març 2016     |
| switch (スイッチ)                                                         | Atsushi Namikiri                   | Abril 2018    |
| Tantei Xeno to Nanatsu no Satsujin Misshitsu (探偵ゼノと七つの殺人密室)   | Kyoichi Nanatsuki, Teppei Sugiyama | Novembre 2017 |
| error: {{nihongo}}: Cal text en japonès o romaji (help)                   | Yuuji Yokoyama                     | Desembre 2017 |
| Tonikaku Kawaii (トニカクカワイイ)                                        | Kenjiro Hata                       | Febrer 2018   |
| Youkai Giga (妖怪ギガ(仮))                                                | Satsuki Satou                      | Abril 2017    |
| Yugami-kun ni wa Tomodachi ga Inai (湯神くんには友達がいない)             | Jun Sakura                         | Maig 2012     |
| Zettai Karen Children (絶対可憐チルドレン)                                | Takashi Shiina                     | Juliol 2004   |

## Mangues publicats
Alguns dels títols publicats en el passat per la Weekly Shōnen Sunday són: Cross Game, Inuyasha, Karakuri Circus, Katteni Kaizô, Konjiki no Gash Bell!!, Lamu, la petita extraterrestre, Magic Kaito, MäR, Major, Ranma ½ i Shijō Saikyō no Deshi: Kenichi.